# Baila Perez
Baila Perez är det tredje studioalbumet från den belgiska sångerskan Belle Perez. Albumet gavs ut år 2003 och innehåller 15 låtar. Av låtarna är de första elva liveversioner och de fyra sista studioversioner. Albumet låg 65 veckor på den belgiska albumlistan och nådde första plats den 23 augusti 2003. Det nådde även en tjugonde plats på den nederländska albumlistan och låg kvar på topp-100-listan i totalt 17 veckor.
Albumet innehåller två medleys. "Gloria Estefan Medley" består av låtarna "Rhythm Is Gonna Get You", "Do the Conga" och "Oye mi canto". "Gipsy King Medley" består av låtarna "Volare (Nel blu dipinto di blu)", "Baila me" och "Bamboleo".

## Låtlista
1. Hola mundo – 4:14
2. Hotel California – 4:15
3. Bailaremos – 3:50
4. Gloria Estefan Medley – 9:41
5. El ritmo caliente – 3:38
6. Fragilidad – 3:13
7. Tu y yo – 3:35
8. Demasiado corazon – 4:02
9. Don't Play With My Heart – 4:21
10. La bamba – 3:01
11. Gipsy King Medley – 7:35
12. Volveras – 3:58
13. Sobrevivire – 4:46
14. Enamorada – 2:57
15. Hijo de la Luna (Piano Version) – 4:27

## Listplaceringar
| Lista (2003-2005) | Topplacering |
| ----------------- | ------------ |
| Belgien           | 1            |
| Nederländerna     | 20           |